# هماوردی چلسی و آرسنال
هماوردی چلسی و آرسنال یکی از شهرآوردهای لندن و از مهم‌ترین مسابقات لیگ انگلیس که بین دو تیم آرسنال و چلسی برگزار می‌شود.

## پیش‌زمینه
در حالی که دو باشگاه چلسی و آرسنال از تیم‌های مهم و تأثیرگذار فوتبال انگلستان هستند رقابت‌های آنها همواره از دهه ۱۹۳۰ تاکنون مورد توجه بوده است. پس از صعود چلسی به لیگ برتر انگلستان در دهه ۲۰۰۰ رقابت جدی بین دو تیم برای قهرمانی در به وجود آمده است. براساس نظرسنجی در سال ۲۰۰۳ طرفداران باشگاه آرسنال تیم چلسی را به عنوان سومین رقیب مهم خود انتخاب کرده‌اند؛ که منچستر یونایتد در رده اول و تاتنهام در رده دوم قرار داشته‌اند اما طرفداران باشگاه چلسی تیم آرسنال را به عنوان مهم‌ترین رقیب خود انتخاب کردند، همچنین تیم‌های تاتنهام و فولهام نیز از رقیبان سنتی این تیم انتخاب شدند.

## بازیکنان یا مربیان که در هر دو تیم حضور داشته‌اند

### آرسنال به چلسی
- سندی مک‌فارلن (به‌عنوان بازیکن: آرسنال ۱۸۹۶–۱۸۹۷; چلسی ۱۹۱۳–۱۹۱۴)
- جیمی شارپ (به‌عنوان بازیکن: آرسنال ۱۹۰۵–۱۹۰۸; چلسی ۱۹۱۲–۱۹۱۵)
- لسلی نایتون (به‌عنوان مربی: آرسنال ۱۹۱۹–۱۹۲۵; چلسی ۱۹۳۳–۱۹۳۹)
- باب ترنبول (به‌عنوان بازیکن: آرسنال ۱۹۲۳–۱۹۲۴; چلسی ۱۹۲۵–۱۹۲۸)
- تد دریک (به‌عنوان بازیکن: آرسنال ۱۹۳۴–۱۹۴۵; به‌عنوان مربی: چلسی ۱۹۵۲–۱۹۶۱)
- تامی دوچرتی (به‌عنوان بازیکن: آرسنال ۱۹۵۸–۱۹۶۱; چلسی ۱۹۶۱–۱۹۶۲; به‌عنوان مربی: چلسی ۱۹۶۱–۱۹۶۷)
- آلن یانگ (به‌عنوان بازیکن: آرسنال ۱۹۵۹–۱۹۶۱; چلسی ۱۹۶۱–۱۹۶۹)
- جان هولینس (به‌عنوان بازیکن: چلسی ۱۹۶۳–۱۹۷۵ و ۱۹۸۳–۱۹۸۴; آرسنال ۱۹۷۹–۱۹۸۳; به‌عنوان مربی: چلسی ۱۹۸۵–۱۹۸۸)
- تامی بالدوین (به‌عنوان بازیکن: آرسنال ۱۹۶۴–۱۹۶۶; چلسی ۱۹۶۶–۱۹۷۴)
- آلن هادسون (به‌عنوان بازیکن: چلسی ۱۹۶۹–۱۹۷۴ و ۱۹۸۳–۱۹۸۴; آرسنال ۱۹۷۶–۱۹۷۸)
- گراهام ریکس (به‌عنوان بازیکن: آرسنال ۱۹۷۵–۱۹۸۸; چلسی ۱۹۹۵)
- کلایو آلن (به‌عنوان بازیکن: آرسنال ۱۹۸۰; چلسی ۱۹۹۱–۱۹۹۲)
- پیتر نیکولاس (به‌عنوان بازیکن: آرسنال ۱۹۸۱–۱۹۸۳; چلسی ۱۹۸۸–۱۹۹۱)
- دیوید روکسل (به‌عنوان بازیکن: آرسنال ۱۹۸۴–۱۹۹۲; چلسی ۱۹۹۴–۱۹۹۸)
- امانوئل پتی (به‌عنوان بازیکن: آرسنال ۱۹۹۷–۲۰۰۰; چلسی ۲۰۰۱–۲۰۰۴)
- نیکولا آنلکا (به‌عنوان بازیکن: آرسنال ۱۹۹۷–۱۹۹۹; چلسی ۲۰۰۸–۲۰۱۲)
- اشلی کول (به‌عنوان بازیکن: آرسنال ۱۹۹۹–۲۰۰۶; چلسی ۲۰۰۶–۲۰۱۴)
- سسک فابرگاس (به‌عنوان بازیکن: آرسنال ۲۰۰۳–۲۰۱۱; چلسی ۲۰۱۴–۲۰۱۹)
- الیویه ژیرو (به‌عنوان بازیکن: آرسنال ۲۰۱۲–۲۰۱۸; چلسی ۲۰۱۸–۲۰۲۱)

### چلسی به آرسنال
- تامی لاوتون (به‌عنوان بازیکن: چلسی ۱۹۴۵–۱۹۴۷; آرسنال ۱۹۵۳–۱۹۵۵)
- ویلیام دیکسون (به‌عنوان بازیکن: چلسی ۱۹۴۷–۱۹۵۳; آرسنال ۱۹۵۳–۱۹۵۶)
- جرج گراهام (به‌عنوان بازیکن: چلسی ۱۹۶۴–۱۹۶۶; آرسنال ۱۹۶۶–۱۹۷۲; به‌عنوان مربی: آرسنال ۱۹۸۶–۱۹۹۵)
- استوارت هاستون (به‌عنوان بازیکن: چلسی ۱۹۶۷–۱۹۷۲; به‌عنوان مربی موقت: آرسنال ۱۹۹۵ و ۱۹۹۶)
- کولین پیتس (به‌عنوان بازیکن: چلسی ۱۹۷۹–۱۹۸۸; آرسنال ۱۹۹۰–۱۹۹۳)
- ویلیام گالاس (به‌عنوان بازیکن: چلسی ۲۰۰۱–۲۰۰۶; آرسنال ۲۰۰۶–۲۰۱۰)
- لاسانا دیارا (به‌عنوان بازیکن: چلسی ۲۰۰۵–۲۰۰۷; آرسنال ۲۰۰۷–۲۰۰۸)
- یوسی بنایون (به‌عنوان بازیکن: چلسی ۲۰۱۰–۲۰۱۳; آرسنال قرضی در ۲۰۱۱–۲۰۱۲)
- پیتر چک (به‌عنوان بازیکن: چلسی ۲۰۰۴–۲۰۱۵; آرسنال ۲۰۱۵–۲۰۱۹)
- داوید لوییس (به‌عنوان بازیکن: چلسی ۲۰۱۱–۲۰۱۴ و ۲۰۱۶–۲۰۱۹; آرسنال ۲۰۱۹–۲۰۲۱)
- ویلیان (به‌عنوان بازیکن: چلسی ۲۰۱۳–۲۰۲۰; آرسنال ۲۰۲۰–تاکنون)[۳][۴][۵]

## آمار
As of match played 12 May 2021
| باشگاه                         | بازی | برد | تساوی | باخت |
| لیگ                            | لیگ  | لیگ | لیگ   | لیگ  |
| ------------------------------ | ---- | --- | ----- | ---- |
| آرسنال                         | ۱۶۸  | ۶۵  | ۵۰    | ۵۳   |
| چلسی                           | ۱۶۸  | ۵۳  | ۵۰    | ۶۵   |
| جام حذفی فوتبال انگلستان       |      |     |       |      |
| آرسنال                         | ۲۱   | ۱۰  | ۶     | ۵    |
| چلسی                           | ۲۱   | ۵   | ۶     | ۱۰   |
| جام اتحادیه باشگاه‌های انگلستان |      |     |       |      |
| آرسنال                         | ۸    | ۳   | ۱     | ۴    |
| چلسی                           | ۸    | ۴   | ۱     | ۳    |
| لیگ قهرمانان اروپا             |      |     |       |      |
| آرسنال                         | ۲    | ۰   | ۱     | ۱    |
| چلسی                           | ۲    | ۱   | ۱     | ۰    |
| لیگ اروپا                      |      |     |       |      |
| آرسنال                         | ۱    | ۰   | ۰     | ۱    |
| چلسی                           | ۱    | ۱   | ۰     | ۰    |
| جام خیریه انگلستان             |      |     |       |      |
| آرسنال                         | ۳    | ۱   | ۱     | ۱    |
| چلسی                           | ۳    | ۱   | ۱     | ۱    |
| مجموع                          |      |     |       |      |
| آرسنال                         | ۲۰۳  | ۷۹  | ۵۹    | ۶۵   |
| چلسی                           | ۲۰۳  | ۶۵  | ۵۹    | ۷۹   |